# Andriej Czemierkin
Andriej Iwanowicz Czemierkin (ros. Андрей Иванович Чемеркин; ur. 17 lutego 1972 w Sołniecznodolsku) – rosyjski sztangista, startujący w wadze superciężkiej.
Na Igrzyskach Olimpijskich w Atlancie w 1996 zdobył złoty, a w Sydney w 2000 brązowy medal. Do jego osiągnięć należy również siedem medali Mistrzostw świata: cztery złote (1995, 1997, 1998, 1999), jeden srebrny (1994) oraz dwa brązowe (1993, 2001). Dwukrotnie był mistrzem (1994, 1995) i dwukrotnie wicemistrzem Europy (1993, 1998). Ustanowił 7 rekordów świata.

## Rekordy życiowe
- rwanie – 202,5 kg
- podrzut – 262,5 kg
- dwubój – 462,5 kg